# Man o'War Stakes
Groupe II
Les Man o'War Stakes est une course hippique de plat se déroulant aux États-Unis au mois de mai sur l'hippodrome d'Aqueduct, dans le Queens, à New York. 

## Caractéristiques
Nommée en hommage au grand champion Man o'War, c'est un rendez-vous majeur du calendrier des courses américaines, qui qualifie directement son lauréat pour la Breeders' Cup. Épreuve de Groupe 1 jusqu'en 2023, et disputée à Belmont Park, dans le Comté de Nassau (New York), elle est rétrogradée en groupe 2 en 2024 et délocalisée sur l'hippodrome d'Aqueduct. Réservée aux chevaux de 3 ans et plus, elle se court sur la distance de 2 200 mètres (2 400 m jusqu'en 1977), sur gazon, corde à gauche. Son allocation, qui s'élevait à 700 000 $ jusqu'en 2023, est revue à la baisse à 400 000 $ en 2024.

## Palmarès
| Année                         | Vainqueur                                                | S/A                                                      | Pays                                                     | Père                                                     | Jockey                                                   | Entraîneur                                               | Propriétaire                                             | Temps                                                    |
| ----------------------------- | -------------------------------------------------------- | -------------------------------------------------------- | -------------------------------------------------------- | -------------------------------------------------------- | -------------------------------------------------------- | -------------------------------------------------------- | -------------------------------------------------------- | -------------------------------------------------------- |
| 2025                          | Far Bridge                                               | M.5                                                      | États-Unis                                               | English Channel                                          | Joel Rosario                                             | Christophe Clément                                       | LSU Stables                                              | 2'17"24                                                  |
| 2024                          | Silver Knott                                             | M.4                                                      | Royaume-Uni                                              | Lope de Vega                                             | Flavien Prat                                             | Charlie Appleby                                          | Godolphin                                                | 2'13"80                                                  |
| Éditions labellisées Groupe 1 |                                                          |                                                          |                                                          |                                                          |                                                          |                                                          |                                                          |                                                          |
| 2023                          | Red Knight                                               | H.9                                                      | États-Unis                                               | Pure Prize                                               | Irad Ortiz, Jr.                                          | Michael Maker                                            | Trinity Farm                                             | 2'13"74                                                  |
| 2022                          | Highland Chief                                           | M.5                                                      | Royaume-Uni                                              | Gleneagles                                               | Trevor McCarthy                                          | Graham Motion                                            | Fitri Hay                                                | 2'17"04                                                  |
| 2021                          | Channel Cat                                              | H.6                                                      | États-Unis                                               | English Channel                                          | John Velazquez                                           | Jack Sisterton                                           | Calumet Farm                                             | 2'13"34                                                  |
| 2020                          | Course non disputée en raison de la pandémie de Covid-19 | Course non disputée en raison de la pandémie de Covid-19 | Course non disputée en raison de la pandémie de Covid-19 | Course non disputée en raison de la pandémie de Covid-19 | Course non disputée en raison de la pandémie de Covid-19 | Course non disputée en raison de la pandémie de Covid-19 | Course non disputée en raison de la pandémie de Covid-19 | Course non disputée en raison de la pandémie de Covid-19 |
| 2019                          | Channel Maker                                            | M.5                                                      | Canada                                                   | English Channel                                          | Joel Rosario                                             | Bill Mott                                                | Wachtel Stable, Hill Stable & Reeves                     | 2'12"43                                                  |
| 2018                          | Hi Happy                                                 | M.5                                                      | Argentine                                                | Pure Prize                                               | Luis Sáez                                                | Todd A. Pletcher                                         | Haras La Providencia                                     | 2'14"79                                                  |
| 2017                          | Zhukova                                                  | F.5                                                      | Irlande                                                  | Fastnet Rock                                             | John Velazquez                                           | Dermot K. Weld                                           | Chantal Regalado-Gonzalez                                | 2'25"31                                                  |
| 2016                          | Wake Forest                                              | M.6                                                      | Allemagne                                                | Sir Percy                                                | John Velazquez                                           | Chad Brown                                               | Dubb, Sheep Pond & Bethlehem                             | 2'12"94                                                  |
| 2015                          | Twilight Eclipse                                         | H.6                                                      | États-Unis                                               | Purim                                                    | Javier Castellano                                        | Thomas Albertrani                                        | West Point Thoroughbreds                                 | 2'14"44                                                  |
| 2014                          | Imagining                                                | M.6                                                      | États-Unis                                               | Giant's Causeway                                         | Joel Rosario                                             | Shug McGaughey                                           | Phipps Stable                                            | 2'17"22                                                  |
| 2013                          | Boisterous                                               | M.6                                                      | États-Unis                                               | Distorted Humor                                          | John Velazquez                                           | Shug McGaughey                                           | Phipps Stable                                            | 2'14"11                                                  |
| 2012                          | Point of Entry                                           | M.4                                                      | États-Unis                                               | Dynaformer                                               | Jose Lezcano                                             | Shug McGaughey                                           | Phipps Stable                                            | 2'13"87                                                  |
| 2011                          | Cape Blanco                                              | M.4                                                      | Irlande                                                  | Galileo                                                  | Jamie Spencer                                            | Aidan O'Brien                                            | Smith, Magnier, Tabor                                    | 2'14"06                                                  |
| 2010                          | Gio Ponti                                                | M.5                                                      | États-Unis                                               | Tale of the Cat                                          | Ramon Dominguez                                          | Christophe Clément                                       | Castleton Lyons                                          | 2'16"20                                                  |
| 2009                          | Gio Ponti                                                | M.4                                                      | États-Unis                                               | Tale of the Cat                                          | Ramon Dominguez                                          | Christophe Clément                                       | Castleton Lyons                                          | 2'12"56                                                  |
| 2008                          | Red Rocks                                                | M.5                                                      | Royaume-Uni                                              | Galileo                                                  | Javier Castellano                                        | Brian Meehan                                             | J. Paul Reddam                                           | 2'12"60                                                  |
| 2007                          | Doctor Dino                                              | M.5                                                      | France                                                   | Muhtathir                                                | Olivier Peslier                                          | Richard Gibson                                           | Javier Martinez Salmean                                  | 2'12"26                                                  |
| 2006                          | Cacique                                                  | M.5                                                      | France                                                   | Danehill                                                 | Edgar Prado                                              | Robert J. Frankel                                        | Juddmonte Farms                                          | 2'15"68                                                  |
| 2005                          | Better Talk Now                                          | H.6                                                      | États-Unis                                               | Talkin Man                                               | Ramon Dominguez                                          | H. Graham Motion                                         | Bushwood Stables                                         | 2'11"65                                                  |
| 2004                          | Magistretti                                              | M.4                                                      | Irlande                                                  | Diesis                                                   | Edgar Prado                                              | Patrick Biancone                                         | Michael Tabor                                            | 2'14"65                                                  |
| 2003                          | Lunar Sovereign                                          | M.4                                                      | États-Unis                                               | Cobra King                                               | Richard Migliore                                         | Kiaran McLaughlin                                        | Darley Racing                                            | 2'17"99                                                  |
| 2002                          | With Anticipation                                        | H.7                                                      | États-Unis                                               | Relaunch                                                 | Pat Day                                                  | Jonathan Sheppard                                        | Augustin Stable                                          | 2'15"05                                                  |
| 2001                          | With Anticipation                                        | H.6                                                      | États-Unis                                               | Relaunch                                                 | Pat Day                                                  | Jonathan Sheppard                                        | Augustin Stable                                          | 2'15"11                                                  |
| 2000                          | Fantastic Light                                          | M.4                                                      | Royaume-Uni                                              | Rahy                                                     | Jerry Bailey                                             | Saeed Bin Suroor                                         | Godolphin Racing                                         | 2'17"44                                                  |
| 1999                          | Val's Prince                                             | H.8                                                      | États-Unis                                               | Eternal Prince                                           | Jorge Chavez                                             | H. James Bond                                            | R. Martin / S. Weiner                                    | 2'16"69                                                  |
| 1998                          | Daylami                                                  | M.4                                                      | France                                                   | Doyoun                                                   | Jerry Bailey                                             | Saeed Bin Suroor                                         | Godolphin Racing                                         | 2'13"18                                                  |
| 1997                          | Influent                                                 | H.6                                                      | Canada                                                   | Ascot Knight                                             | Jerry Bailey                                             | Howard M. Tesher                                         | Ankh Stable/Turfnpaddock F                               | 2'11"69                                                  |
| 1996                          | Diplomatic Jet                                           | M.4                                                      | États-Unis                                               | Roman Diplomat                                           | Jorge Chavez                                             | James E. Picou                                           | Fred W. Hooper                                           | 2'14"20                                                  |
| 1995                          | Millkom                                                  | M.4                                                      | France                                                   | Cyrano de Bergerac                                       | Gary L. Stevens                                          | Jean-Claude Rouget                                       | Gary A. Tanaka                                           | 2'12"80                                                  |
| 1994                          | Royal Mountain Inn                                       | H.5                                                      | États-Unis                                               | Vigors                                                   | Julie Krone                                              | Barclay Tagg                                             | Steadfast Stable                                         | 2'11"75                                                  |
| 1993                          | Star of Cozzene                                          | M.5                                                      | États-Unis                                               | Cozzene                                                  | Jose Santos                                              | Mark Hennig                                              | Team Valor                                               | 2'23"14                                                  |
| 1992                          | Solar Splendor                                           | H.5                                                      | États-Unis                                               | Majestic Light                                           | Herb McCauley                                            | Patrick J. Kelly                                         | Live Oak Racing                                          | 2'12"45                                                  |
| 1991                          | Solar Splendor                                           | H.4                                                      | États-Unis                                               | Majestic Light                                           | Herb McCauley                                            | Patrick J. Kelly                                         | Live Oak Racing                                          | 2'12"01                                                  |
| 1990                          | Defensive Play                                           | M.3                                                      | Royaume-Uni                                              | Fappiano                                                 | Pat Eddery                                               | Guy Harwood                                              | Juddmonte Farms                                          | 2'17"80                                                  |
| 1989                          | Yankee Affair                                            | H.7                                                      | États-Unis                                               | Northern Fling                                           | Jose Santos                                              | Henry L. Carroll                                         | Jujugen Stable                                           | 2'20"80                                                  |
| 1988                          | Sunshine Forever                                         | M.3                                                      | États-Unis                                               | Roberto                                                  | Angel Cordero, Jr.                                       | John M. Veitch                                           | Darby Dan Farm                                           | 2'14"40                                                  |
| 1987                          | Theatrical                                               | M.5                                                      | États-Unis                                               | Nureyev                                                  | Pat Day                                                  | William I. Mott                                          | Bertram R. Firestone                                     | 2'15"40                                                  |
| 1986                          | Dance of Life                                            | M.3                                                      | États-Unis                                               | Nijinsky                                                 | Pat Day                                                  | MacKenzie Miller                                         | Rokeby Stable                                            | 2'14"40                                                  |
| 1985                          | Win                                                      | H.5                                                      | États-Unis                                               | Barachois                                                | Richard Migliore                                         | Sally A. Bailie                                          | Sally A. Bailie                                          | 2'15"40                                                  |
| 1984                          | Majesty's Prince                                         | M.5                                                      | États-Unis                                               | His Majesty                                              | Vince Bracciale, Jr.                                     | Joseph B. Cantey                                         | John D. Marsh                                            | 2'14"60                                                  |
| 1983                          | Majesty's Prince                                         | M.4                                                      | États-Unis                                               | His Majesty                                              | Eddie Maple                                              | Joseph B. Cantey                                         | John D. Marsh                                            | 2'23"60                                                  |
| 1982                          | Naskra's Breeze                                          | H.5                                                      | États-Unis                                               | Naskra                                                   | Jean-Luc Samyn                                           | Philip G. Johnson                                        | Broadmoor Stable                                         | 2'13"00                                                  |
| 1981                          | Galaxy Libra                                             | M.5                                                      | Royaume-Uni                                              | Wolver Hollow                                            | Bill Shoemaker                                           | Charles E. Whittingham                                   | Louis R. Rowan                                           | 2'14"80                                                  |
| 1980                          | French Colonial                                          | M.5                                                      | États-Unis                                               | Tom Rolfe                                                | Jacinto Vasquez                                          | David A. Whiteley                                        | Lazy F Ranch                                             | 2'14"80                                                  |
| 1979                          | Bowl Game                                                | H.5                                                      | États-Unis                                               | Tom Rolfe                                                | Jorge Velasquez                                          | John M. Gaver, Jr.                                       | Greentree Stable                                         | 2'19"00                                                  |
| 1978                          | Waya                                                     | F.4                                                      | France                                                   | Faraway Son                                              | Angel Cordero, Jr.                                       | Angel Penna                                              | Daniel Wildenstein                                       | 2'16"20                                                  |
| 1977                          | Majestic Light                                           | M.4                                                      | États-Unis                                               | Majestic Prince                                          | Sandy Hawley                                             | John W. Russell                                          | Ogden Phipps                                             | 2'27"60                                                  |
| 1976                          | Effervescing                                             | M.3                                                      | États-Unis                                               | Le Fabuleux                                              | Angel Cordero, Jr.                                       | John W. Russell                                          | Ogden Phipps                                             | 2'31"20                                                  |
| 1975                          | Snow Knight                                              | M.4                                                      | Royaume-Uni                                              | Firestreak                                               | Jorge Velasquez                                          | MacKenzie Miller                                         | Windfields Farm                                          | 2'29"20                                                  |
| 1974                          | Dahlia                                                   | F.4                                                      | France                                                   | Vaguely Noble                                            | Ron Turcotte                                             | Maurice Zilber                                           | Nelson Bunker Hunt                                       | 2'26"60                                                  |
| 1973                          | Secretariat                                              | M.3                                                      | États-Unis                                               | Bold Ruler                                               | Ron Turcotte                                             | Lucien Laurin                                            | Meadow Stable                                            | 2'24"80                                                  |